# Saltsjöbadens friluftsbad

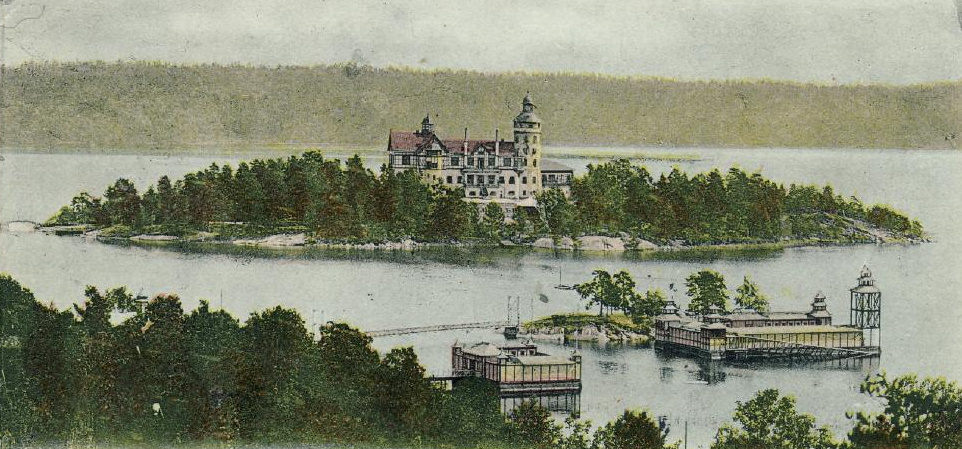
Det första kallbadhuset i Saltsjöbaden, ca 1900. Delar av detta kallbadhus fungerar idag som dambad, men har flyttats till Restaurangholmen i bakgrunden.

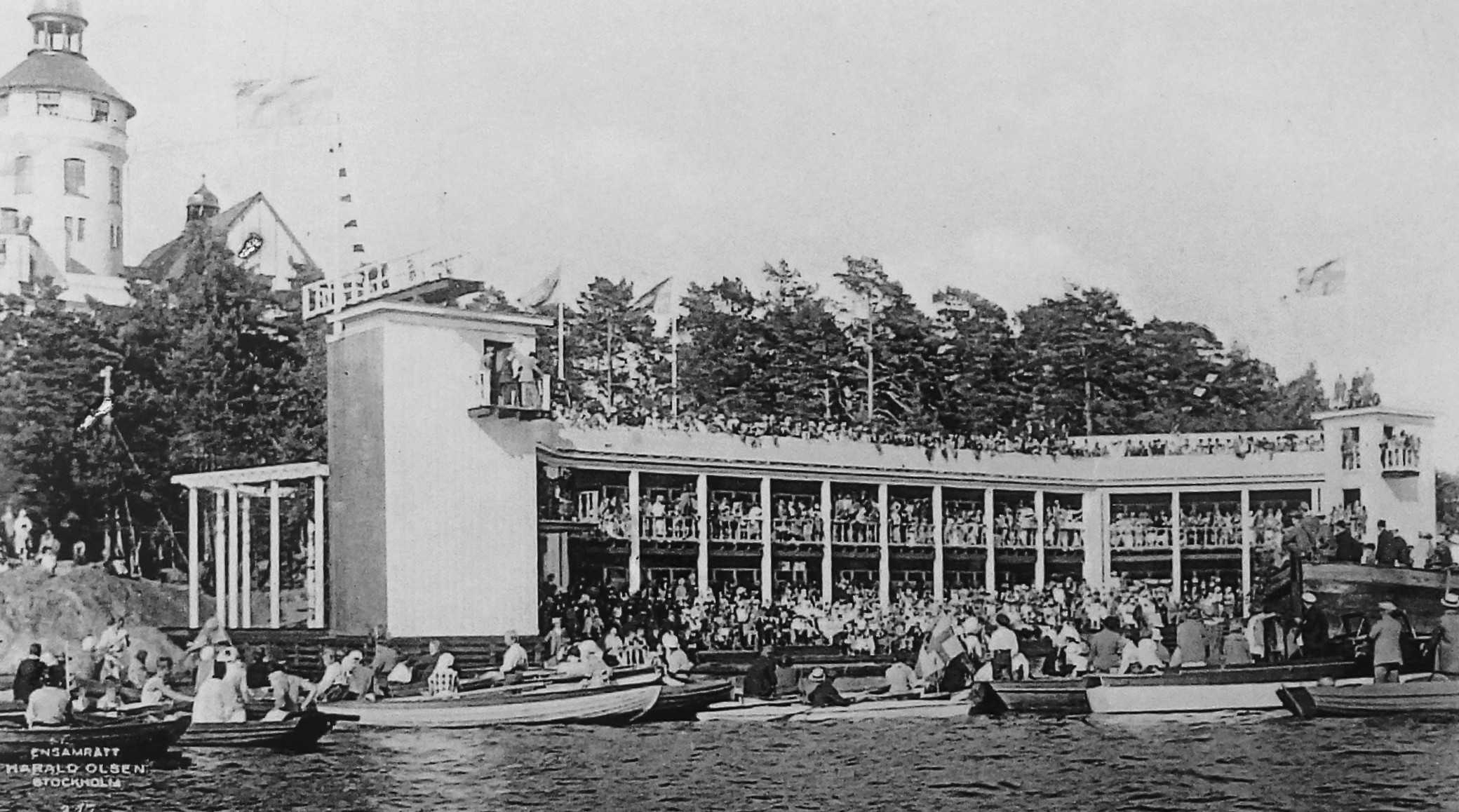
Herrbadets invigning 1925.

Saltsjöbadens friluftsbad är en badanläggning i Baggensfjärden i Östersjön bestående av två kallbadhus med en sandstrand däremellan belägna på Restaurangholmen i Saltsjöbaden i Nacka kommun.

## Historik
Badet är uppdelat i en damdel och en herrdel, med en gemensam strand emellan. Det äldsta kallbadhuset är dambadet och uppfördes runt 1895 på Badhusholmen söder om Restaurangholmen, och flyttades till sin nuvarande plats 1913. Herrbadet uppfördes ett stenkast från dambadet, år 1925. Som arkitekt anlitades Torben Grut som skapade en byggnad i typisk tjugotalsklassicism. Planen har grundformen liknande bokstaven "A" med öppningen åt havet och en trädbevuxen innergård i mitten. Gallerierna med sina omklädningshytter och entréns biljettkiosk är bevarade. Mellan herr- och dambadet anlades en sandstrand kring 1930.
Baden användes kontinuerligt under större delen av 1900-talet, men var i dåligt skick från 1980-talet och framåt. Under 1990-talet fanns det förslag på att riva kallbadhusen. För att rädda baden bildades då Föreningen Saltsjöbadens Friluftsbad, och kallbadhusen började renoveras i slutet av 1990-talet bland annat med hjälp av ideella krafter. År 2006 kunde denna renovering slutföras. Baden ägs och förvaltas idag av Föreningen Saltsjöbadens Friluftsbad. Idag (2013) används baden regelbundet. I januari 2012 beslöt Länssyrelsen i Stockholms län att förklara både herr- och dambadhusets byggnader för byggnadsminnen.

## Bilder

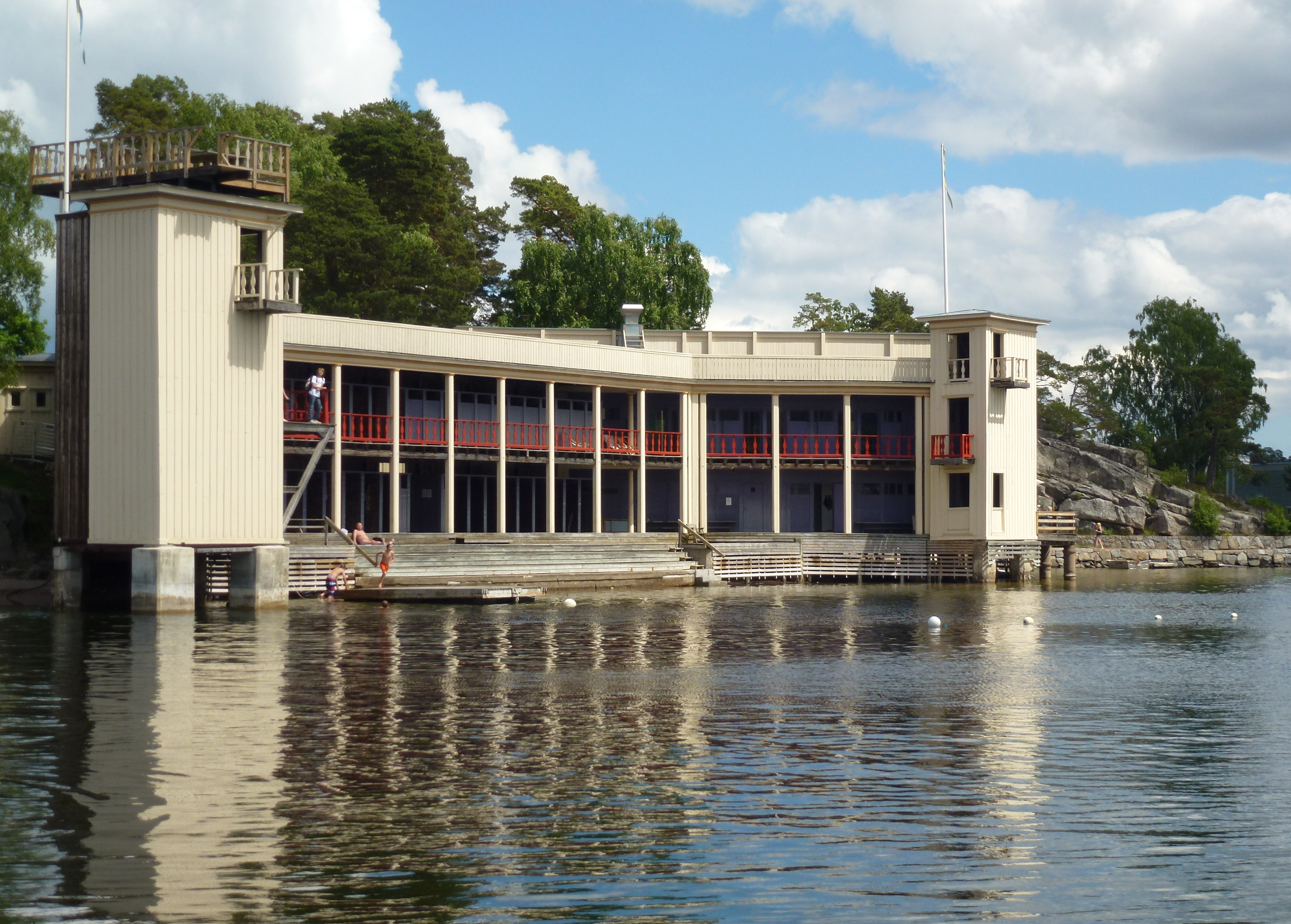
Herrbadet
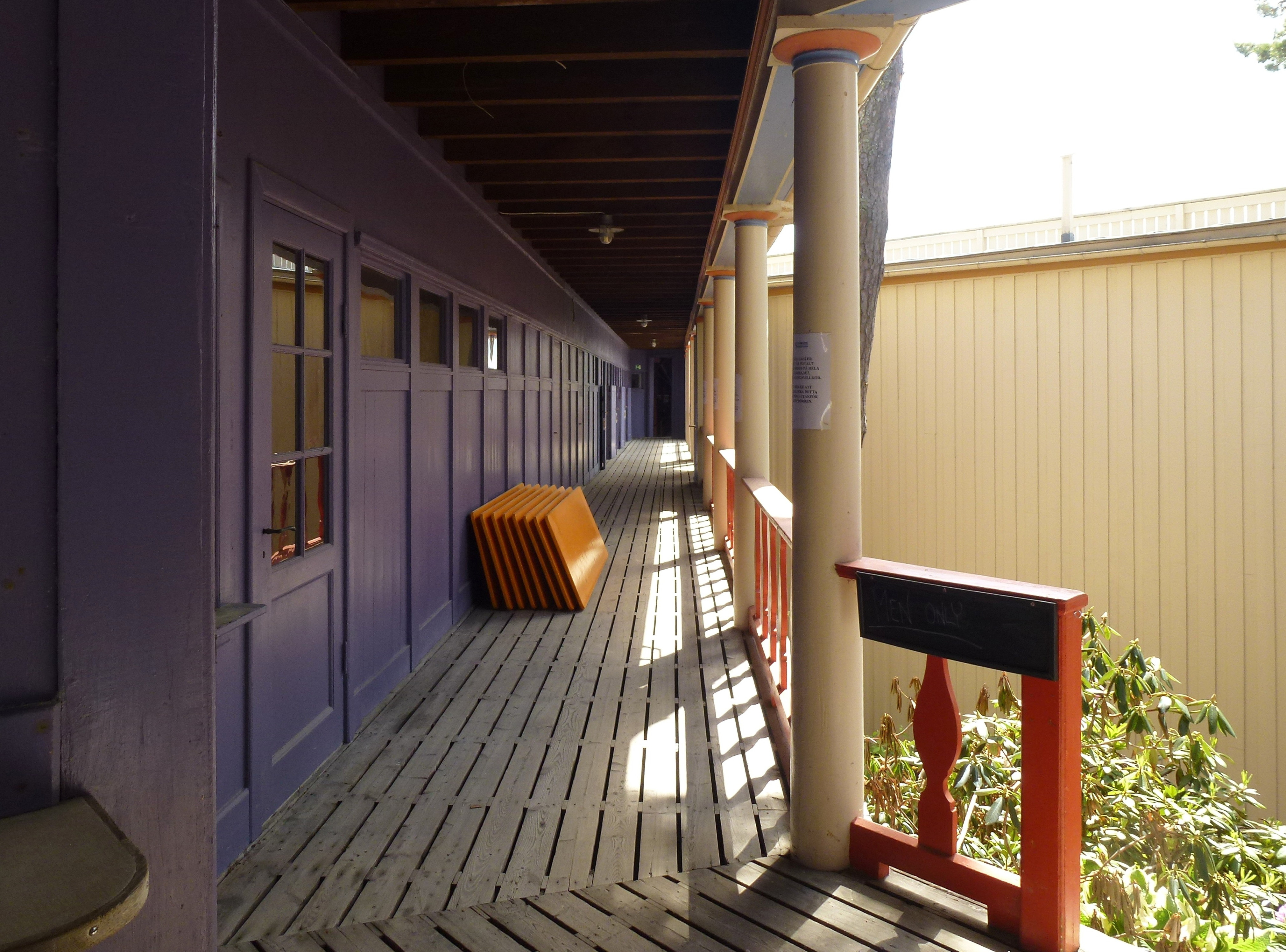
Galleri med omklädningshytter
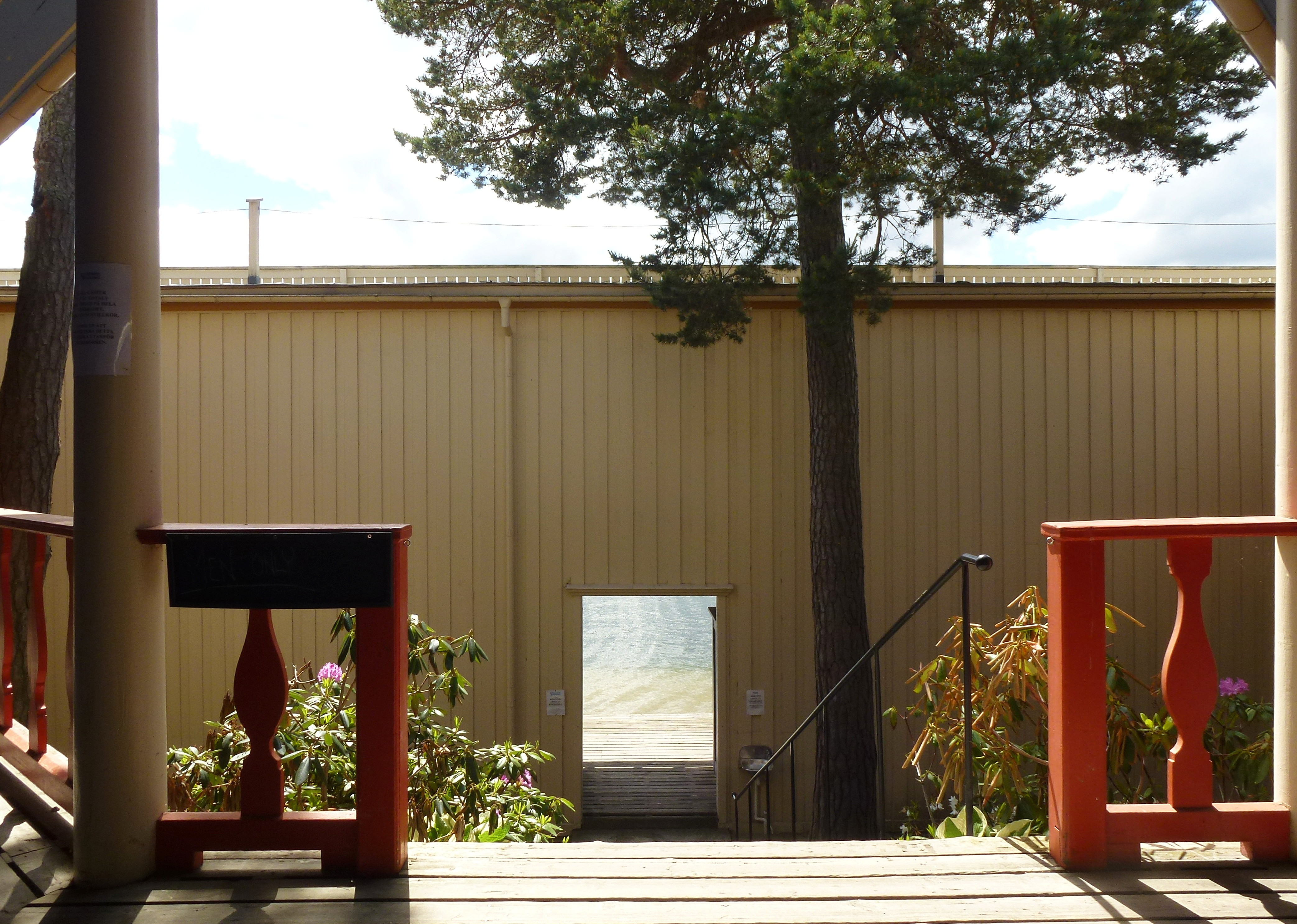
Herrbadets innergård
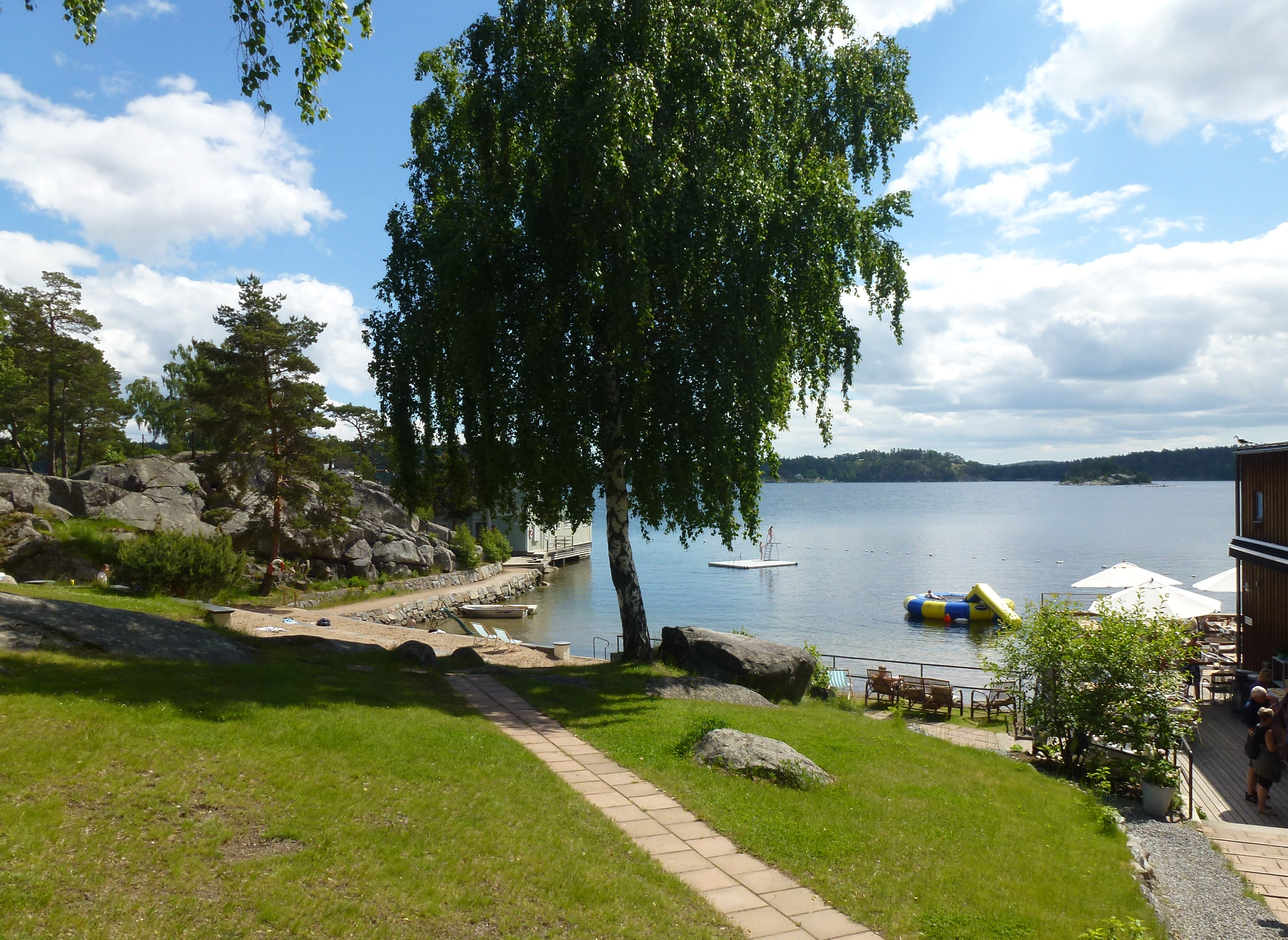
Stranden
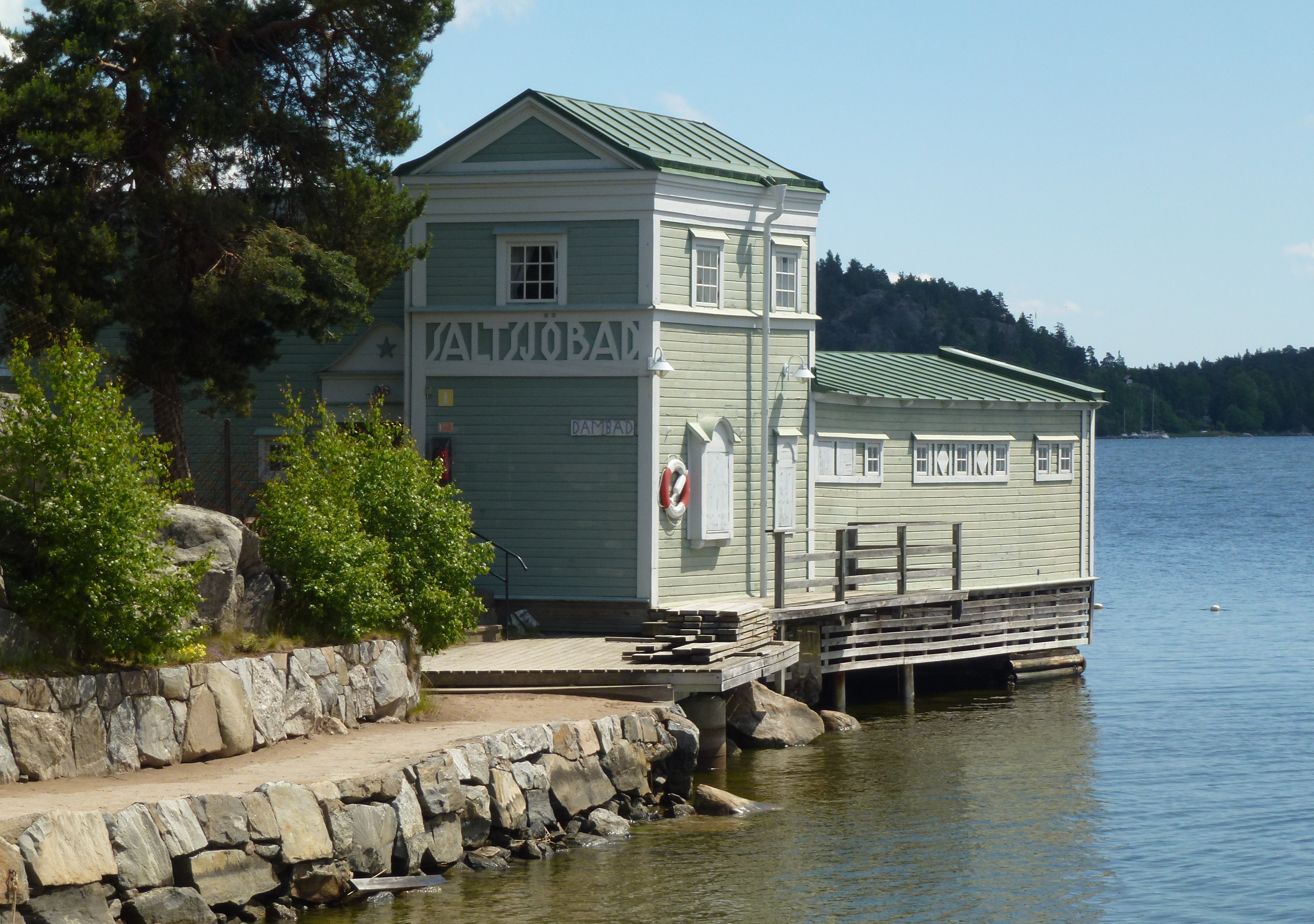
Dambadet
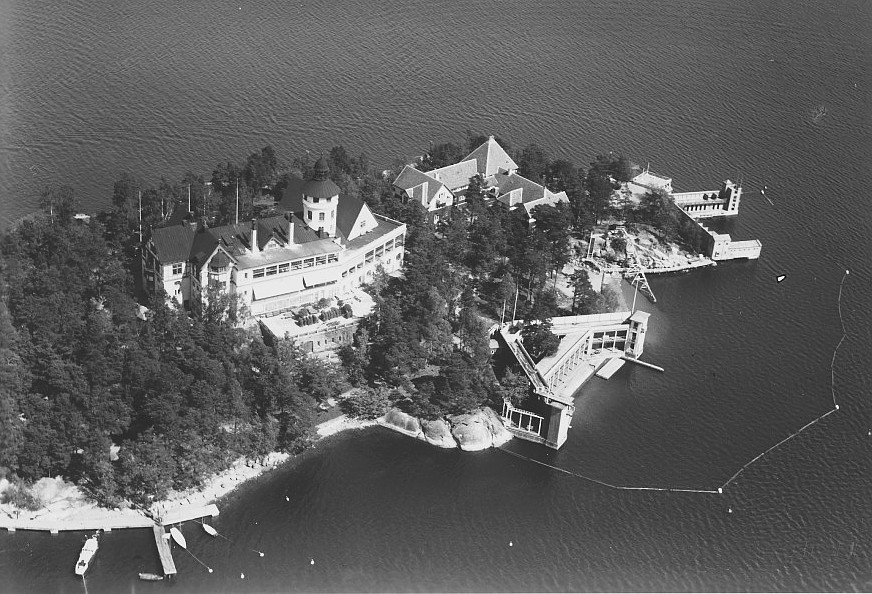
Anläggningarna på Restaurangholmen 1936